# Середній вік (альбом)
Середній Вік — четвертий студійний альбом українського гурту Бумбокс, який вийшов у 2011 році. 3 липня 2012 альбом вийшов на вінілі.

## Список композиції
| #     | Назва                        | Автор слів             | Автор музики        | Тривалість |
| ----- | ---------------------------- | ---------------------- | ------------------- | ---------- |
| 1.    | «Немає ТБ»                   | А. Хливнюк             | Бумбокс             | 3:26       |
| 2.    | «За буйки»                   | А. Хливнюк             | Бумбокс             | 4:29       |
| 3.    | «Nevertheless»               | А. Хливнюк             | Бумбокс             | 3:38       |
| 4.    | «Звьоздочка»                 | С. Кузьмінський        | Брати Гадюкіни      | 3:26       |
| 5.    | «Fall»                       | А. Хливнюк             | Бумбокс             | 3:45       |
| 6.    | «Крапка»                     | А. Хливнюк             | Бумбокс             | 3:16       |
| 7.    | «Этажи» (за участі Pianoбой) | Д. Шуров, А. Хливнюк   | Д. Шуров            | 4:20       |
| 8.    | «ASP»                        | А. Хливнюк             | Бумбокс             | 4:05       |
| 9.    | «Брехня»                     | А. Хливнюк             | Бумбокс             | 4:03       |
| 10.   | «Пошла вон»                  | А. Хливнюк, К. Меладзе | Бумбокс, К. Меладзе | 3:25       |
| 11.   | «Самольотік»                 | А. Хливнюк             | Бумбокс             | 4:36       |
| 42:29 |                              |                        |                     |            |

Примітки
- Пісня «Этажи» також увійшла до альбому «Простые вещи» гурту Pianoбой.

## Музиканти
- Вокал — Андрій Хливнюк
- Гітара — Андрій «Муха» Самойло
- Діджей — Валентин «Валік» Матіюк
- Барабани — Олександр Люлякін
- Бас — Денис Левченко

### Запрошені музиканти
- Гітара — Андрій Радько (11)